# Robotkop
Robotkop is het tweehonderddrieëndertigste stripverhaal uit de reeks van Suske en Wiske. Dit verhaal werd weer geheel gemaakt door Paul Geerts.
Het werd gepubliceerd in De Standaard en Het Nieuwsblad van 28 september 1995 tot en met 20 januari 1996. De eerste albumuitgave in de Vierkleurenreeks was in april 1996, met nummer 248.

## Locaties
- België, café, ziekenhuis, Italië, Milaan, Piacenza met Casa di Cura (ziekenhuis), Via Emmanuel, Apennijnen, Vascica di Maiale, Rome, Sint-Pietersbasiliek, ristorante, politiebureau, Venetië, San Marcoplein, Brug der Zuchten, de Campanile, San Marco basiliek, Dogepaleis, Canal Grande, Fantasia en zwarte ruimte, Rialtobrug, Capitignano

## Personages
- Suske, Wiske, tante Sidonia, Lambik, Jerom, Louis en andere agenten, dokter Taiban, dokter Paul van Dijk, waard, Carlo Pinto, zusters, dokters, Camorra (Napolitaanse maffia), politiecommissaris, polizia, La Chinchilla, eerste minister, het Spaanse spook,[1] Sus Antigoon, winterkoningin Hiverna met de snoezige snowijt,[2] Sagarmatha,[3] Nello en Patrasha,[4] de gezusters Feriteel[5] en fee Seefti,[6] Willy Vandersteen, toeristen

## Het verhaal
Lambik loopt door de stad en botst tegen alles op. Hij wordt gevolgd door een man in een zwarte wagen, die het album De stervende ster in handen heeft. De man wil Lambik ontvoeren, maar dit mislukt door een toevallig aanwezige agent. 
Lambik gaat naar tante Sidonia en loopt ook daar tegen alles aan  Hij gaat kwaad weg als zijn vrienden hem voor de voeten werpen dat hij te veel heeft gedronken. Suske en Wiske volgen Lambik en hij komt draaierig uit het café, maar hij heeft alleen cola gedronken. Suske en Wiske voorkomen een ontvoering en Lambik schiet bij tante Sidonia drankflessen stuk, maar valt dan neer omdat hij zo duizelig is. De vrienden bellen de dokter als Lambik erg ziek wordt. Jerom brengt Lambik naar het ziekenhuis.
Lambik gaat door een CT-scanner en de professor vertelt dat Lambik een hersentumor heeft. Hij moet geopereerd worden in Piacenza door dokter Sanna, een neurochirurg. De man in de zwarte wagen heeft alles gehoord en waarschuwt zijn vrienden in Italië. De vrienden gaan met KLM naar Milaan en ontmoeten professor Sanna in het Casa di Cura, Lambik mag na een ruzie zijn zes haren houden. De operatie duurt acht uren en de tumor wordt verwijderd, maar Lambik overlijdt dan. Lambik’s geest verlaat zijn lichaam en vliegt door een zwarte ruimte. Hij komt terecht in het hiernamaals, waar hij veel bekende figuren uit zijn voorgaande avonturen ontmoet; het Spaanse spook, Sus Antigoon, winterkoningin Hiverna met de snoezige snowijt, Sagamatha, Nello en Patrasha, de gezusters Feriteel en fee Seefti. Lambik is erg gelukkig en wil niet terug, maar dan komt Willy Vandersteen en vertelt dat Lambik niet kan blijven, dit is een bijna dood ervaring. Lambik vliegt door de zwarte ruimte terug naar aarde en dokter Taiban wordt in het ziekenhuis neergeslagen, Carlo Pinto doet zijn kleren aan en gaat naar de operatieruimte. Carlo naait een microchip in de schedel van Lambik en de vrienden zijn dolblij dat Lambik herstelt. Als de vrienden enkele dagen later op bezoek willen gaan, blijkt Lambik ontvoerd te zijn. Ze zien de wagen nog net wegrijden, maar raken hem kwijt.
Lambik wordt naar Zuid Italië gebracht en komt in het geheime hoofdkwartier van Don Felice Silicone in Vascica di Maiale. Lambik wordt robotkop, hij is willoos door de chip in zijn hersenen en krijgt een kogelvrij pak en een sniper met wapenuitrusting. Robotkop is op afstand bestuurbaar en wordt naar Rome gestuurd om te oefenen voor de geplande diamantroof in Venetië. De vrienden vinden de vastgebonden dokter Taiban en vinden schoenen van de dader, de schoenen worden naar Milaan gestuurd en er wordt ontdekt dat de modder uit de Apennijnen komt. Er is in het verleden een milieuschandaal geweest, door illegale lozingen werden mensen ziek en een dorpje werd verlaten door de bewoners. Tante Sidonia is overspannen en blijft in het ziekenhuis om verzorgd te worden, de vrienden gaan naar Capitignano waar Suske de kaart kwijtraakt. De vrienden gaan naar een ristorante en zien op tv nieuwsberichten over de diefstal van de Piëta van Michelangelo uit de Sint-Pietersbasiliek in Rome. Een robot zorgde voor chaos in de stad en Don Silicone viert feest, door champagne ontstaat kortsluiting en Lambik wordt zichzelf. De vrienden herkennen Lambik, maar het controlepaneel wordt al snel gerepareerd en Lambik is weer Robotkop. Robotkop komt bij het ristorante en verwoest de zaak, de vrienden volgen hem met een auto maar de weg en de auto worden verwoest door explosies. De polizia landt met een helikopter en Jerom kan de mannen, die zijn vriend willen doden, verslaan. De vrienden vliegen met de helikopter verder en vuren een raket af op de weg, maar dan blijkt de sniper te kunnen vliegen. Robotkop landt bij Venetië op het water en de vrienden volgen zijn speedboot naar het San Marcoplein. Robotkop schiet op de Campanile en gaat richting de Brug der Zuchten, de vrienden zien veel omgevallen gondels en zwemmende toeristen.
Bij de Rialtobrug schiet de politie op Robotkop, maar de vrienden kunnen voorkomen dat hij wordt geraakt. Ze worden gearresteerd en naar het politiebureau gebracht. De camorra loopt vermomd door de stad terwijl de vrienden de situatie uitleggen aan de politiecommissaris, hij belt meteen zijn collega’s in de Apennijnen. Alle agenten van Venetië volgen Robotkop en het Dogepaleis met de diamanttentoonstelling is onbewaakt. Robotkop verwoest het politiebureau en Jerom vernielt zijn speedboot en volgt hem naar het dak van de San Marco basiliek. Suske en Wiske gaan via het Canal Grande naar het Dogepaleis en zien de boeven, Jerom en Lambik komen dan binnen en de boeven worden overmeesterd. De politie heeft het hoofdkwartier van Don Silicone gevonden en het controlepaneel is verwoest. Met het geld van de maffia zal de schade worden hersteld en Lambik krijgt in het paleis een medaille voor zijn moed en opoffering van de eerste minister. De vrienden vliegen naar Casa di Cura en tante Sidonia blijkt hersteld te zijn. Lambik krijgt nog een operatie en scheert een zuster kaal als ze met een scheermesje zijn zes haren wil afscheren, de microchip wordt verwijderd. Lambik maakt dan nog een heel flauwe grap en zijn vrienden vallen flauw omdat ze daardoor denken dat hij weer is overleden.

## Achtergronden bij het verhaal
- Paul Geerts onderging zelf een hersenoperatie, dit verhaal verwijst hiernaar.
- Het Dogepaleis in Venetië komt ook voor in het verhaal De Tartaarse helm (1951).
- Op strook 2 leest een man in een auto het Suske en Wiskealbum De stervende ster. De pagina die hij leest komt echter niet in dat boek voor.
- De titel en het verhaal zijn hoogstwaarschijnlijk gebaseerd op Paul Verhoevens film RoboCop. Hierbij is het Engelse cop (politieagent) abusievelijk vertaald als kop.